# Family Ties (Baby Keem e Kendrick Lamar)
Family Ties è un singolo dei rapper statunitensi Baby Keem e Kendrick Lamar, pubblicato il 27 agosto 2021 come quarto estratto dall'album in studio di debutto di Baby Keem The Melodic Blue.

## Descrizione
Il brano è stato prodotto da Baby Keem, Cardo, Outtatown, Roselilah, Jasper Harris e Frankie Bash, e si tratta del ritorno alla musica di Kendrick Lamar, che non pubblicava brani dal 2018. Si tratta della prima collaborazione tra i due artisti, che sono cugini.

## Video musicale
Un video musicale di accompagnamento è stato diffuso in concomitanza con l'uscita del brano. Il video è stato diretto da Dave Free e presenta un cameo della cantante statunitense Normani.

## Tracce
Testi e musiche di Hykeem Carter Jr., Kendrick Duckworth, Colin Franken, Dominik Patrzek, Jasper Harris, Ronald LaTour, Roshwita Bacha e Tobias Dekker.
1. Family Ties (con Kendrick Lamar) – 4:12

## Classifiche
| Classifica (2021) | Posizione massima |
| ----------------- | ----------------- |
| Australia         | 44                |
| Canada            | 19                |
| Grecia            | 30                |
| Irlanda           | 32                |
| Lituania          | 43                |
| Nuova Zelanda     | 29                |
| Portogallo        | 65                |
| Regno Unito       | 52                |
| Stati Uniti       | 18                |
| Sudafrica         | 18                |